# 黄河改道
| 现代黄河 明清故道（1368－1855年） 南宋、元故道（1128－1368年） 北宋故道（1048－1128年） 东汉故道（11－1048年） 西汉故道（前602－11年） 禹河故道（前2278－前602年） | 1855年海岸线 1128年海岸线 1048年海岸线 11年海岸线 前602年海岸线 古湖泊 |

黄河历次改道示意图
现代黄河
明清故道（1368－1855年）
南宋、元故道（1128－1368年）
北宋故道（1048－1128年）
东汉故道（11－1048年）
西汉故道（前602－11年）
禹河故道（前2278－前602年）
1855年海岸线
1128年海岸线
1048年海岸线
11年海岸线
前602年海岸线
古湖泊

黄河历次改道动态图

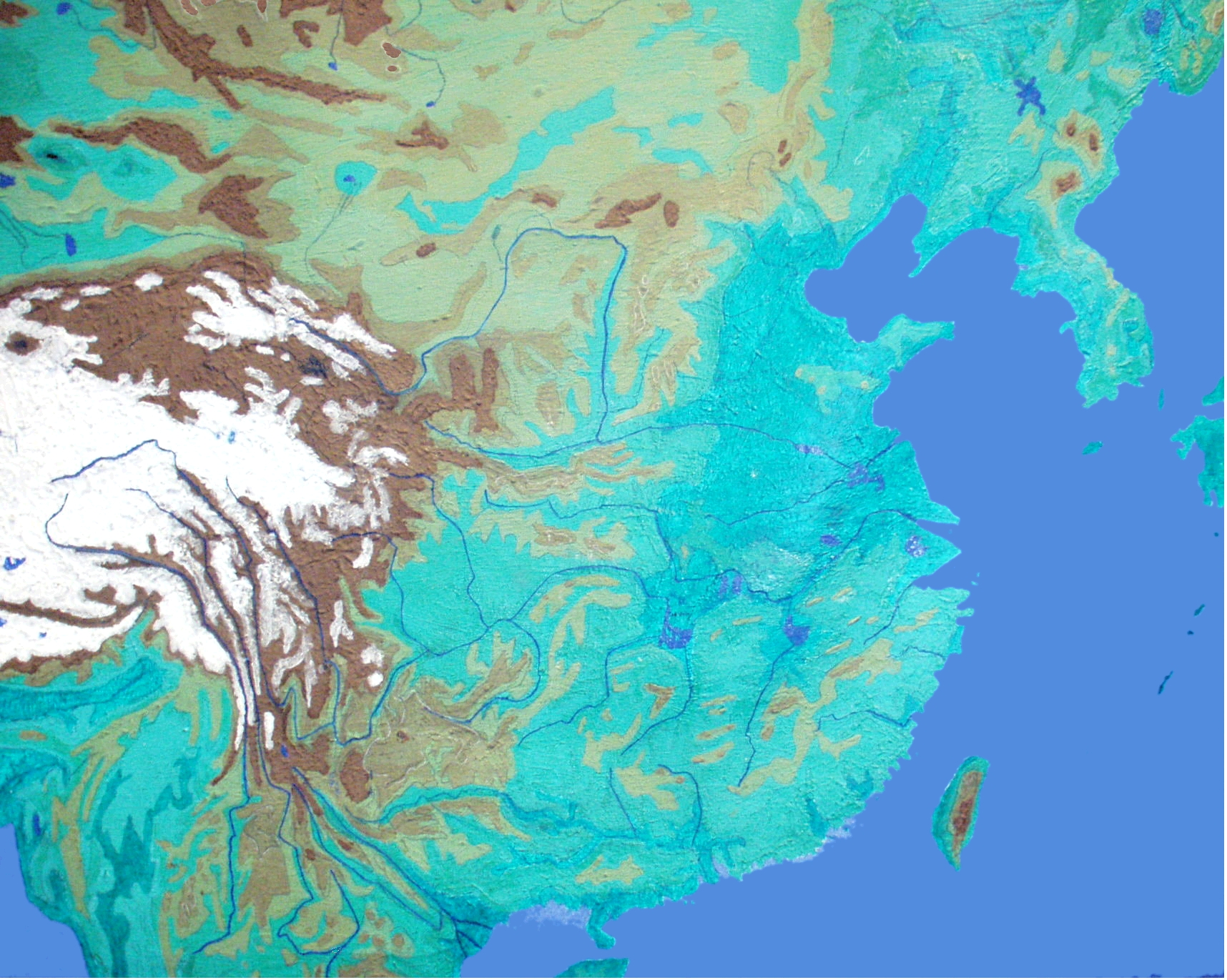
夺淮入海的黄河

黄河改道，是指黄河发生较大幅度的河道迁移。历史上，黄河一向以“善淤、善决、善徙”而著称，民间常有“三年两决口，百年一改道”的说法。改道最北时，流经海河，出大沽口；最南时，流经淮河，汇入长江。據歷史記載，公元前602年至1946年間，黃河决口泛滥1593次，发生较大改道共26次，其中有6次影响巨大，称为“六大迁徙”，涉及今河南、河北、山东、安徽、江苏五省。历史上黄河改道，除了极少数时候是由于人为原因直接造成的以外，基本上是黄河自行溃决而成的，多发生在唐代以后。

## 先秦时期

### 大禹治水
三皇五帝时期（约公元前21世纪初），黄河泛滥，大禹奉命治水。《尚书·禹贡》记载“導河積石，至于龙门，南至于华阴，东至于砥柱，又东至于孟津。东过洛汭，至于大伾，北过降水，至于大陆，又北播为九河，同为逆河，入于海”。这里的“积石”指现今青海省循化撒拉族自治县附近的阿尼玛卿山。意思是说，黄河在龙门以下一段南流至华阴向东，经三门过孟津与洛河汇流。再下过大伾山北流，穿过漳河，经今河北曲周縣以东向北，然后分为数支，分道入海。其中最北一支为主流，到今深县南折而向东，循漳河至青县西南，又东北经天津东南入于渤海。这条河因《禹贡》所载，故称为“禹河”。

### 禹河大徙
周定王五年（前602年）黄河在黎阳宿胥口（今河南浚县西南）决徙，偏离禹河故道，至章武（今河北沧县东北）入海，为史载大禹治水后黄河第一次大改道。宿胥口河徙后的河道，大致从滑县附近向东，至河南濮阳西，转而北上，在山东冠县北折向东流，到茌平以北，折向北流经德州，渐向北，经河北沧州，在今河北黄骅县以北入于渤海。而原来的禹河旧道，有时还行水，至战国中期才完全断流。

## 秦汉时期
汉文帝十二年（公元前168年）黄河在酸枣（今延津县境）决堤，是汉代黄河最早的一次决口。

### 魏郡改道
新莽始建國三年（公元11年），黄河在魏郡决口，经平原、济南，流向千乘入海，这是黄河有史记载的第二次大改道。至公元70年，主持治河的王景仔细选择新河道，并进行全面的整治，才解决水患。这条河道于今河南濮阳由西汉旧河道分出，经过今山东省聊城、禹城等县，在山东利津县附近入海。这条河道通行了几百年，无重大决溢改道。

## 北宋时期

### 横陇改道
北宋景祐元年（1034年）七月，黄河在澶州（今河南濮阳）横陇埽决口，于汉唐旧河之北分成赤、金、游等多支东北入海，史称横陇河。庆历元年（1041年）皇帝下诏暂停修决河。从此以后，大河在濮阳以下离开了流经千年的故道（后称京东故道），久久没有恢复。横陇河行水14年，虽未成患，但淤积迅速。

### 商胡改道
宋仁宗庆历八年（1048年）六月，黄河冲决澶州商胡埽（今濮阳昌湖集），河水泛滥后分为两脉：一脉向北直奔大名，经聊城西至今河北青县境与卫河相合，由天津附近入海，史称“北流”；另一脉在今山东省无棣县入海，史称“东流”。东流直至宋哲宗元符二年（1099年）才断绝。

### 三易回河
三易回河是指仁宗、神宗、哲宗年間的三次人为決口。
- 第一次回河：嘉祐元年（1056年）四月壬子朔，將商胡北流强行堵塞，讓黃河改道入六塔河，六塔河無法容納黃河，當天晚上决口，“溺兵夫、漂芻藁不可勝計”。命三司盐铁判官沈立往行视，而修河官皆谪。宦者刘恢奏：“六塔之役，水死者数千万人，穿土干禁忌；且河口乃赵征村，于国姓、御名有嫌，而大兴臿斫，非便。”
- 第二次回河：熙宁年间，又遽塞北流，并置疏浚黄河司，致黃河多次决口；有一次甚至夺淮入海，灌郡县四十五，而濮、齐、郓、徐尤甚，坏田逾三十万顷。
- 第三次回河：元祐八年（1093年），封闭北流，元符二年（1099年）二月黃河洪水在三門决口，唐開元年間所建「聖德頌」並大曆年重修「禹廟」皆在山頂，均被冲毀。六月末，于内黄口决堤，东流遂断绝。

## 南宋改道
南宋建立之后，宋高宗建炎二年（1128年），东京府汴梁守将杜充为阻止金兵南下，在滑州（今河南省滑县）人为决开黄河堤防，造成黄河改道。新河道经滑县南和濮阳、东明两县之间，再经山东省鄄城、巨鹿、嘉祥、金乡诸县汇入泗水，由泗入淮，夺淮入海。从此黄河由原来的北入渤海改为南入黄海。此后黄河主要是在南面摆动，郑州以下、清口以上的黄河主流移动不定，或由泗水，或由汴水，或由涡水，或由颍水入淮，或同时分几支入淮，再入黄海。虽然时有北冲，但均經由人力强行逼堵南流。
金世宗大定八年（1168年）六月，黄河在李固渡（今滑县境内）决口，河水部分流向单州，当时“新河水六分，旧河水四分”。金章宗明昌五年（1194年）八月，黄河在阳武决堤。
金哀宗天兴三年（1234年），蒙古军至洛阳城下立寨，攻金国归德府（今河南省商丘县），“决黄河寸金淀之水以灌宋军”。黄河河水夺涡入淮，河道又一次较大的变化。

## 元代
元世祖至元二十三年（1286年）十月，黄河在开封、祥符、陈留、杞、太康、通许、鄢陵、扶沟、洧川、尉氏、阳武、延津、中牟、原武、睢州等十五处决口。朝廷调集南京（今开封）民夫204,323人，修筑堤防。
元成宗大德元年（1297年）七月，黄河在杞县蒲口决堤，次年（1298年）六月再次决口，河水泛滥导致汴梁、归德被淹。
元惠宗至正四年（1344年）夏，黄河大水，在白茅口（今山东曹县境内）决堤，主流向东北注入运河，再南流入淮，泛滥达七年之久。朝廷任命贾鲁为工部尚书兼总治河防使，堵住缺口。黄河自曹州以下至徐州河道称为“贾鲁河”。

## 明代
明初黄河，经河南荥泽、原武、开封、宿迁，向南流入淮河。洪武十七年至三十年（1384～1397年）黄河在河南境内多次决口。其中，洪武二十四年（1391年）四月，黄河于原武黑洋山决口，东经开封城北五里，又东南由陈州、项城、太和、颜上，东至寿州正阳镇全入于淮。曹、单间贾鲁所治的旧河遂淤，主流徙经今西华、淮阳间入颖河，由颖河经颖上入淮。

## 清代
清咸丰五年六月十九日（1855年8月1日），黄河在今河南兰考北岸的铜瓦厢决口改道。河水先流向西北，后改東北走向，在山東境內借济水（又名大清河）入渤海。在咸丰黄河大改道之前，黃河下游流經路線，按照現時中國行政區域劃分，大體上經過河南的滎陽、鄭州、原陽、延津、封丘、中牟、開封、蘭考，後經山東的曹縣、單縣 (此段与河南商丘、虞城交界)，再經安徽的碭山、蕭縣、最後入江蘇的丰縣、沛縣、徐州、邳州、睢寧、宿遷、泗陽、淮安、漣水、阜寧、濱海然後入黃海。

## 民国
1938年（民国二十七年）6月6日晚，中華民國國民革命軍新編第八师为阻挡日本軍，在河南郑州黄河南岸花园口开始掘堤。至9日用炸藥炸毁大堤，河水穿堤而出，又向南流，沿贾鲁河、颍河、至安徽阜阳，由正阳关入淮；另一股自中牟顺涡河，由怀远入淮河。河水泛滥八年，河南、安徽、江苏3省44县市受灾。直到1947年堵复花园口后，黄河才回归北道。

### 脚注
1. ↑  . 凤凰网历史. 2010-05-29  [2017-04-21]. （原始内容存档于2019-05-09）.
2. ↑  水利部黄河水利委员会. . 水利电力出版社. 1989.
3. ↑  陶卫宁. . 高中历史. 人民教育出版社. 2002-11-27  [2017-04-21]. （原始内容存档于2020-11-07）.
4. ↑  黄河水利委员会黄河志总编辑室 2010，一、虞夏至春秋战国时期 大禹治水传说时代
5. ↑   . 维基文库.
6. ↑  . 中国国家地理. 2002, (08)  [2017-04-21]. （原始内容存档于2020-12-02）.
7. ↑  .  . 维基文库. 王横言：“禹之行河水，本随西山下东北去。《周谱》云：‘定王五年河徙’，则今所行，非禹之所穿也。”
8. ↑  . 黄河网. 水利部黄河水利委员会.   [2017-04-23]. （原始内容存档于2017-04-24）.
9. ↑  胡渭.  . 维基文库. 周定王五年河徙，自宿胥口东行漯川，右经滑台城(滑县旧城)，又东北经黎阳县(泼县东北兰里)南，又东北经凉城县，又东北为长寿津，河至此与深川别行而东北入海，水经谓之大河故渎。
10. ↑  袁仲翔, 王质彬 & 徐福龄 1991，一、夏商西周春秋战国时期
11. ↑  . 河决酸枣，东溃金堤，于是东郡大兴卒塞之
12. ↑  . 黄河网. 水利部黄河水利委员会.   [2017-04-25]. （原始内容存档于2017-04-25）.
13. ↑  . 黄河网. 水利部黄河水利委员会.   [2017-04-23]. （原始内容存档于2017-04-24）.
14. ↑  . 黄河网. 水利部黄河水利委员会.   [2017-04-23]. （原始内容存档于2017-04-24）.
15. ↑  邹逸麟主编．黄淮海平原历史地理（第 2 版）[M]．合肥：安徽教育出版社，1997
16. ↑  . 黄河网. 水利部黄河水利委员会.   [2017-04-23]. （原始内容存档于2017-04-24）.
17. ↑  . 久不堵复
18. ↑   . 维基文库, 165. 河独从横陇出，至平原分金、赤、游三河，经橡、滨之北入海。
19. ↑  . 六月癸酉，河决商胡埽
20. ↑  . 黄河网. 水利部黄河水利委员会.   [2017-04-23]. （原始内容存档于2017-04-24）.
21. ↑  叶青超，陆中臣，杨毅芬等．黄河下游河流地貌[M]．北京：科学出版社，1990
22. ↑  . 黄河网. 水利部黄河水利委员会.   [2017-04-23]. （原始内容存档于2017-04-24）.
23. ↑  .   [2021-07-15]. （原始内容存档于2021-07-13）.
24. ↑  . 黄河网. 水利部黄河水利委员会.   [2017-04-23]. （原始内容存档于2017-04-24）.
25. ↑  . 腾讯新闻. 2005-08-22  [2017-04-21]. （原始内容存档于2018-02-01）.
26. ↑  . 河决李固渡，水溃曹州城，分流于单州之境。
27. ↑  . 黄河网. 水利部黄河水利委员会.   [2017-04-25]. （原始内容存档于2017-04-26）.
28. ↑  . 河决阳武故堤，灌封丘而东。
29. ↑  . 黄河网. 水利部黄河水利委员会.   [2017-04-23]. （原始内容存档于2017-04-24）.
30. ↑  . 七月丁亥，河决杞县蒲口
31. ↑  . 六月，河决蒲口，凡九十六所，泛滥汴梁、归德二郡。
32. ↑  . 黄河网. 水利部黄河水利委员会.   [2017-04-23]. （原始内容存档于2017-04-24）.
33. ↑  袁仲翔, 王质彬 & 徐福龄 1991，六、金元时期
34. ↑  . 黄河网. 水利部黄河水利委员会.   [2017-04-23]. （原始内容存档于2017-04-24）.
35. ↑  . 黄河网. 水利部黄河水利委员会.   [2017-04-23]. （原始内容存档于2017-04-24）.
36. ↑  黄河水利委员会黄河志总编辑室 2010，七、明代
37. ↑  《清史稿·卷二十·本纪二十》（咸丰）五年......六月......丙辰，河南兰阳河溢。
38. ↑  . 山东省情网. 2007-08-01  [2017-04-21]. （原始内容存档于2017-04-22）.
39. ↑  常诚. . 大众日报. 2006-05-24  [2017-04-21]. （原始内容存档于2017-01-11）.
40. ↑  袁仲翔, 王质彬 & 徐福龄 1991，九、民国时期 民国27年（1938年）

### 书籍
- 袁仲翔; 王质彬; 徐福龄, , 河南人民出版社, 1991, ISBN 7215014428
- 黄河水利委员会黄河志总编辑室, , 黄河水利出版社, 2010, ISBN 9787806215067